# Senhora Vestida de Negro
Senhora Vestida de Negro é um óleo sobre madeira da autoria do pintor português Henrique Pousão. Pintado em 1882 e mede 28,5 cm de altura e 18,5 cm de largura.
A pintura pertence ao Museu Nacional de Soares dos Reis de Porto.